# Hyperion Records
Hyperion Records – brytyjskie niezależne wydawnictwo fonograficzne wyspecjalizowane w dziedzinie muzyki klasycznej (od XII w. do czasów współczesnych). Zostało założone w Londynie w październiku 1980 przez George'a Edwarda Perry'ego. Obecnie dyrektorem przedsiębiorstwa jest Simon Perry, syn założyciela. W katalogu Hyperion posiada około 1400 albumów. Rocznie wydaje blisko 80 albumów wykonawców z różnych krajów.